# Шестопалов, Анатолий Николаевич
Анатолий Николаевич Шестопалов (26 мая 1950 — 13 января 2020) — советский и российский поэт.
Член Союза писателей России (2003).

## Биография
Родился 26 мая 1950 года в селе Пиструены Теленештского района Молдавской ССР.
В четырнадцать лет стал членом литературной молодёжной студии при Липецкой писательской организации, которую в то время возглавляла Майя Румянцева. После окончания в Липецке средней школы и аэроклуба Анатолий поступил в Сасовское летное училище.
По окончании училища работал на Крайнем Севере пилотом гражданской авиации — сначала вторым пилотом командира экипажа, затем командиром отдельной полярной авиационной эскадрильи.
Уйдя в отставку по возрасту, Анатолий Николаевич вернулся в Липецк. В 1998 году в Липецке вышел его первый поэтический сборник «Откровение», затем — книги стихов «До последней строки о любви», «Перед богом и вечностью». Его стихи публиковались в центральных и областных газетах, журналах «Аврора», «Север», «Петровский мост». Многие стихотворения Анатолия Шестопалова положены на музыку местными композиторами (в их числе Мельник Вячеслав Григорьевич) — «Липовка», «Песенка воздухоплавателя», «Нижний парк», «Казачка Липа», «Марш Липецких курсантов», «Ветеранский марш», «Гимн Липецкого ОМОНа», военно-морской марш «Липецк», «Марш Липецкого авиацентра», «Гимн Липецку», «Автоинспектор» и другие.
Занимался общественной деятельностью, имел казачий чин войскового старшины в Липецком городском казачьем обществе.
Умер 13 января 2020 года в Липецке.
Награждён орденом Красной Звезды, а также медалями «200 лет МВД России» и «За верность авиации». Лауреат Всероссийского литературно-публицистического конкурса «Спасибо тебе, солдат!» в номинации «Поэзия» (2006) за песню «Когда же кончится война».